# Potsdam-Institut für Klimafolgenforschung
Das Potsdam-Institut für Klimafolgenforschung e. V. (PIK) ist ein 1992 gegründetes wissenschaftliches Forschungsinstitut mit Sitz in der brandenburgischen Stadt Potsdam und als eingetragener Verein organisiert. Er untersucht wissenschaftlich und gesellschaftlich bedeutsame Fragestellungen in den Bereichen Klimawandel, globale Erwärmung und nachhaltige Entwicklung. Forscher aus den Natur-, Wirtschafts- und Sozialwissenschaften arbeiten zusammen, um fächerübergreifend Einsichten zu gewinnen, welche zur Grundlage für Entscheidungen in Politik, Wirtschaft und Zivilgesellschaft genutzt werden können.
Die wichtigsten methodischen Ansätze am PIK sind System- und Szenarienanalyse, quantitative und qualitative Modellierung, Computersimulation und Datenintegration. PIK-Forscherinnen und -Forscher arbeiten u. a. mit am Intergovernmental Panel on Climate Change (IPCC) bei seiner Darstellung des wissenschaftlichen Kenntnisstandes über die Globale Erwärmung. Einzelne PIK-Forschende sind Mitglieder in weiteren Gremien wie etwa der Leopoldina, dem WBGU, dem SRU, der Kohlekommission, der Food Systems Economics Commission und der Earth League.
Der Sitz befindet sich in drei Gebäuden auf dem Potsdamer Telegraphenberg, darunter auch dem Michelsonhaus.

## Organisation

Logo des Vereins

Das Institut wurde 1992 als gemeinnütziger eingetragener Verein gegründet, mit den Organen Mitgliederversammlung, Kuratorium, Vorstand und einem Wissenschaftlichen Beirat. Ende 2020 beschäftigte das PIK 374 Personen, davon 248 wissenschaftliches und 126 wissenschaftsunterstützendes Personal. Die institutionelle Finanzierung erfolgt etwa hälftig jeweils durch Bund und Land, dazu kommen Drittmittel für Forschungsprojekte.
Gründungsdirektor des PIK war der Professor für Theoretische Physik Hans Joachim Schellnhuber, der das Institut bis September 2018 führte. Seither sind Ottmar Edenhofer und Johan Rockström die wissenschaftlichen Direktoren, Bettina Hörstrup ist Verwaltungsdirektorin. Das PIK ist Mitglied der Leibniz-Gemeinschaft, einer Vereinigung außeruniversitärer Forschungsinstitute.
Am PIK gibt es vier Forschungsbereiche und sieben „FutureLabs“.

### Forschungsabteilungen
Forschungsabteilung 1 Erdsystemanalyse untersucht die gekoppelte Dynamik der Physiosphäre, Biosphäre und Anthroposphäre unter natürlichen und menschengemachten Antriebsfaktoren. Forschungsbereichsleiter sind Stefan Rahmstorf und Wolfgang Lucht. Forschungsabteilung 2 Klimaresilienz analysiert und bewertet Klimawirkungen und Anpassungsoptionen, einschließlich gesundheitlicher Auswirkungen sozio-ökonomischer Kosten. Die Forschungsbereichsleitung teilen sich Hermann Lotze-Campen und Sabine Gabrysch. Forschungsabteilung 3 Transformationspfade untersucht Strategien und Politikinstrumente zur Vermeidung von Klimarisiken und zur Anpassung an den unvermeidbaren Klimawandel. Forschungsbereichsleitung sind Katja Frieler und Elmar Kriegler. Forschungsabteilung 4 Komplexitätsforschung untersucht komplexe Zusammenhänge und dynamische Prozesse in sozialen und natürlichen Systemen.  Forschungsbereichsleiter ist Anders Levermann.

### „FutureLabs“
Die FutureLabs wurden als explorative und interdisziplinäre Forschungsinitiativen eingerichtet. Um „wissenschaftliche Exzellenz“ zu fördern, arbeiten die FutureLabs eng mit führenden stärker disziplinär ausgerichteten Einrichtungen wie Universitäten und anderen nationalen und internationalen Forschungseinrichtungen zusammen.
Die FutureLabs sind zeitlich begrenzt und werden nach fünf Jahren bewertet. Dies ermöglicht eine schnelle Reaktion in einer sich schnell verändernden Forschungslandschaft. Neben den sechs temporären FutureLabs wurde ein permanentes FutureLab eingerichtet, das die Themen „Capacity Building“ und „Sozialer Metabolismus“ erforscht.

## Geschichte
Das PIK wurde 1992 mit Hans Joachim Schellnhuber als Direktor gegründet. Es befindet sich in Potsdam im Wissenschaftspark Albert Einstein auf dem Telegraphenberg, in der Nähe des Hauptbahnhofs. Das Hauptgebäude des PIK, heute Michelson-Haus genannt, wurde 1879 als Sitz des ersten Astrophysikalischen Observatoriums der Welt eingeweiht – das Astrophysikalische Observatorium Potsdam (AOP) und früheste Vorgängereinrichtung des Leibniz-Instituts für Astrophysik Potsdam (AIP). Den von Emanuel Spieker entworfenen Backsteinbau krönen drei Kuppeln, von denen heute nur noch eine gelegentlich der Himmelsbeobachtung dient. Im Keller unter der Ostkuppel fand 1881 der berühmte Michelsonversuch statt, mit dem Albert A. Michelson die Geschwindigkeit des Äthers relativ zur Erde suchte. Im selben Gebäude fand Karl Schwarzschild (1873–1916), der Direktor des damaligen Observatoriums, 1915 die erste exakte Lösung der Feldgleichungen der Allgemeinen Relativitätstheorie von Albert Einstein.
2001 gründete das Institut mit sechs weiteren Forschungseinrichtungen das European Climate Forum. Seit 2007 organisierte das Institut die Nobel Laureates Symposia on Global Sustainability, zu denen namhafte Nobelpreisträger betrugen, sowie beteiligte sich seit 2013 an der Ausrichtung verschiedener Symposien der Nobel Foundation, unter anderem in Potsdam, Stockholm und Hongkong und zuletzt virtuell im Jahr 2021. 2013 und 2017 richtete das PIK die Impacts World Conference in Potsdam aus. 2015 wurde der Forschungsneubau, das dritte Gebäude des PIK auf dem Telegraphenberg, eröffnet. 2019 richtete es gemeinsam mit der Charité die erste Professur für Klimawandel und Gesundheit unter Leitung von Sabine Gabrysch ein.
Anfang 2025 wurde das Mercator Research Institute on Global Commons and Climate Change (MCC) Teil des PIK.

## Einfluss
2022 war das PIK zum fünften Mal in Folge mit über zehn Forscherinnen und Forschern unter dem obersten Prozent der meistzitierten Wissenschaftlerinnen und Wissenschaftlern weltweit, so das Highly Cited Ranking der Wissenschaftsplattform „Clarivate“.
Im August 2020 veröffentlichte das Institut die Empfehlung Generationenvertrag Klima und Corona, über die deutschlandweit berichtet wird.
Im Juni 2021 ist das vom PIK initiierte ISIpedia-Portal gestartet. Die Enzyklopädie macht Klimafolgen auf Länderebene konkret und soll dabei helfen, die Klimaanpassung an lokale Gegebenheiten konkreter planen zu können. Das Portal ist kostenlos und frei zugänglich.

## Partner
Das PIK ist in der deutschen und internationalen Forschungslandschaft vernetzt. In Deutschland stellt das PIK sein Datenmaterial nach dem Open-Source-Prinzip für verschiedene andere Projekte zur Verfügung, darunter das Portal Klimafolgen Online oder das Portal Klimafakten.de zur Klimakommunikation. Wissenschaftlerinnen und Wissenschaftler des Institutes sind in diversen Gremien vertreten, darunter die Leopoldina, der WBGU, der Sachverständigenrat Globale Umweltfragen (SRU), die Earth League, die Earth Commission, die Food System Economics Commission sowie in den Jurys diverser Preise.